# Lobelia poetica
Lobelia poetica är en klockväxtart som beskrevs av Franz Elfried Wimmer. Lobelia poetica ingår i släktet lobelior, och familjen klockväxter. Inga underarter finns listade i Catalogue of Life.